# Juvente
Juvente (latin: ungdomstid) är en norsk nykterhetsorganisation för ungdomar. Juvente bildades 1992 efter en sammanslagning av Norske Totalavholdsselskaps Ungdomsforbund (DNTU, bildat 1924) och Norges Godtemplar Ungdomsforbund (NGU, bildat 1909). Juvente är medlem i den nordiska paraplyorganisationen NORDGU, den europeiska paraplyorganisationen Active och den världsomfattande organisationen IOGT International.